# Лайош Палі
Лайош Палі (угор. Páli Lajos; 1912 — ?, в Чехословаччині і Швейцарії також згадується як Lájos Pali або Lájos Paly) — угорський футболіст, що грав на позиції нападника, футбольний тренер.

## Ігрова кар'єра
На батьківщині у вищій угорській лізі грав за клуби «Кішпешт» (1930/31 і 1938/39), «Бочкаї» (1939/40) і БСКРТ (1940/41). Забив у цих сезонах загалом лише 5 голів. Дебютував в чемпіонаті Угорщини 15 лютого 1931 року, останній матч зіграв 9 березня 1941.
Також виступав за нижчоліговий «Шорокшар» (до 1934 року). Став володарем Кубка Угорщини в 1934 році. У зв'язку з участю збірної Угорщини в чемпіонаті світу, в тому розіграші провідні команди країни грали аматорськими складами. Завдяки цьому до фіналу дістались клуби з нижчих дивізіонів — «Шорошкар» і БСКРТ. Матч закінчився внічию 2:2, тому було призначено перегравання. В другому матчі Палі забив за «Шорокшар» гол, але матч також закінчився нічиєю — 1:1. В другому переграванні «Шорокшар» переміг з рахунком 2:0 без участі Лайоша.
У Чехословацькій лізі грав за «Тепліцер» (сезон 1934/35 і осіння частину сезону 1935/36) і «Вікторію» Пльзень (навесні в сезоні 1935/36 і восени в сезоні 1936/37). В обох командах був граючим тренером. Дебютував в чемпіонаті Чехословаччини 26 серпня 1934 (матч «Чехія Карлін» — «Тепліцер» — 3:3), а останній матч зіграв 23 серпня 1936 («Вікторія» Пльзень — «Вікторія» Жижков — 1:1).
Після цього був гравцем клуб «Янг Фелловз» з швейцарської ліги, в складі якого у 1936—1938 роках зіграв 42 матчі вищої ліги і забив тридцять голів. В сезоні 1936-37 став бронзовим призером чемпіонату Швейцарії. Влітку 1937 року «Янг Фелловз» брав участь у Кубку Мітропи. Команда одразу ж вилетіла в 1/8 фіналу, але змогла нав'язати боротьбу більш статусній «Вієнні» з Австрії. У віденському матчі «Янг Фелловз» вів у рахунку, але все-таки програв 1:2. В матчі-відповіді швейцарці здобули перемогу 1:0 завдяки голу Лайоша Палі. Переможця дуелі мав визначити додатковий матч. Австрійці не наполягали на нейтральному полі і погодились провести цей поєдинок у Цюриху через два дні після попереднього. Більш досвідченні гості з Відня перемогли з рахунком 2:0 і пройшли далі.
Всього у вищих дивізіонах трьох країн зіграв 96 матчів в яких забив 56 голів.

### Статистика виступів у чемпіонаті
| Рік навчання                     | Матчі | Голи | Клуб               |
| -------------------------------- | ----- | ---- | ------------------ |
| Чемпіонат Угорщини 1930-31       | 2     | 0    | Кішпешт            |
| Чемпіонат Чехословаччини 1934-35 | 19    | 11   | Тепліцер           |
| Чемпіонат Чехословаччини 1935-36 | 5     | 2    | Тепліцер           |
| Чемпіонат Чехословаччини 1935-36 | 11    | 8    | Вікторія (Пльзень) |
| Чемпіонат Чехословаччини 1936-37 | 1     | 0    | Вікторія (Пльзень) |
| Чемпіонат Швейцарії 1936-37      | 22    | 13   | Янг Фелловз        |
| Чемпіонат Швейцарії 1937-38      | 20    | 17   | Янг Фелловз        |
| Чемпіонат Угорщини 1938-39       | 8     | 3    | Кішпешт            |
| Чемпіонат Угорщини 1939-40       | 7     | 2    | Бочкаї (Дебрецен)  |
| Чемпіонат Угорщини 1940-41       | 1     | 0    | БСКРТ Будапешт     |
| РАЗОМ Чемпіонат Чехословаччини   | 36    | 21   |                    |
| РАЗОМ Чемпіонат Угорщини         | 18    | 5    |                    |
| РАЗОМ Чемпіонат Швейцарії        | 42    | 30   |                    |

### Статистика виступів у Кубку Мітропи
| №                      | Розіграш               | Стадія                 | Дата та місце проведення | Команда 1              | Рахунок | Команда 2    | Голи |
| ---------------------- | ---------------------- | ---------------------- | ------------------------ | ---------------------- | ------- | ------------ | ---- |
| 1                      | 1937                   | 1/8                    | 13.06.1937 Відень        | Ферст Вієнна           | 2:1     | Янг Фелловз  |      |
| 2                      | 1937                   | 1/8                    | 27.06.1937 Цюрих         | Янг Фелловз            | 1:0     | Ферст Вієнна | 23'  |
| 3                      | 1937                   | 1/8 дод.               | 29.06.1937 Цюрих         | Янг Фелловз            | 0:2     | Ферст Вієнна |      |
| Всього в Кубку Мітропи | Всього в Кубку Мітропи | Всього в Кубку Мітропи | Всього в Кубку Мітропи   | Всього в Кубку Мітропи | 3       |              | 1    |

## Титули і досягнення
- Бронзовий призер чемпіонату Швейцарії (1):

«Янг Фелловз»: 1936-1937
- Володар Кубка Угорщини (1):

«Шорокшар» 1933-1934